# Julien Bougues
Julien Bougues est un homme politique français, né le 20 août 1876 à Saint-Gaudens (Haute-Garonne) et décédé le 27 octobre 1928 à Plaisance-du-Touch (Haute-Garonne)
Fils de Victor Bougues, député et sénateur de la Haute-Garonne, il entre à l’École navale en 1894 et devient enseigne de vaisseau. Il quitte rapidement l'armée, pour reprendre la minoterie familiale. Il est député de la Haute-Garonne de 1908 à 1914, inscrit au groupe de la Gauche radicale. Son activité parlementaire est essentiellement consacrée à la Marine.
Il est entrerré au cimetière communal de Miramont

## Sources
- « Julien Bougues », dans le Dictionnaire des parlementaires français (1889-1940), sous la direction de Jean Jolly, PUF, 1960 [détail de l’édition]